# Josef Schertel

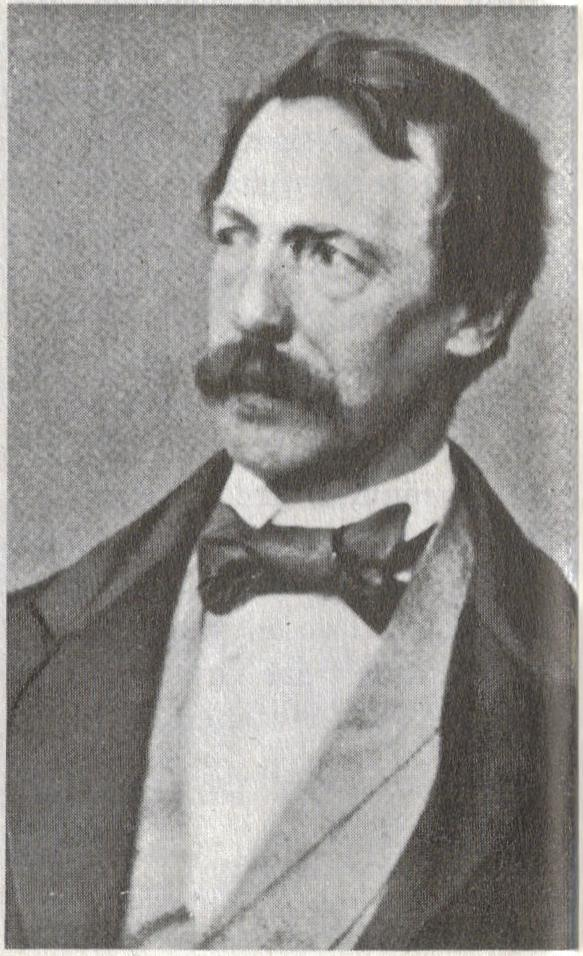
Josef Schertel

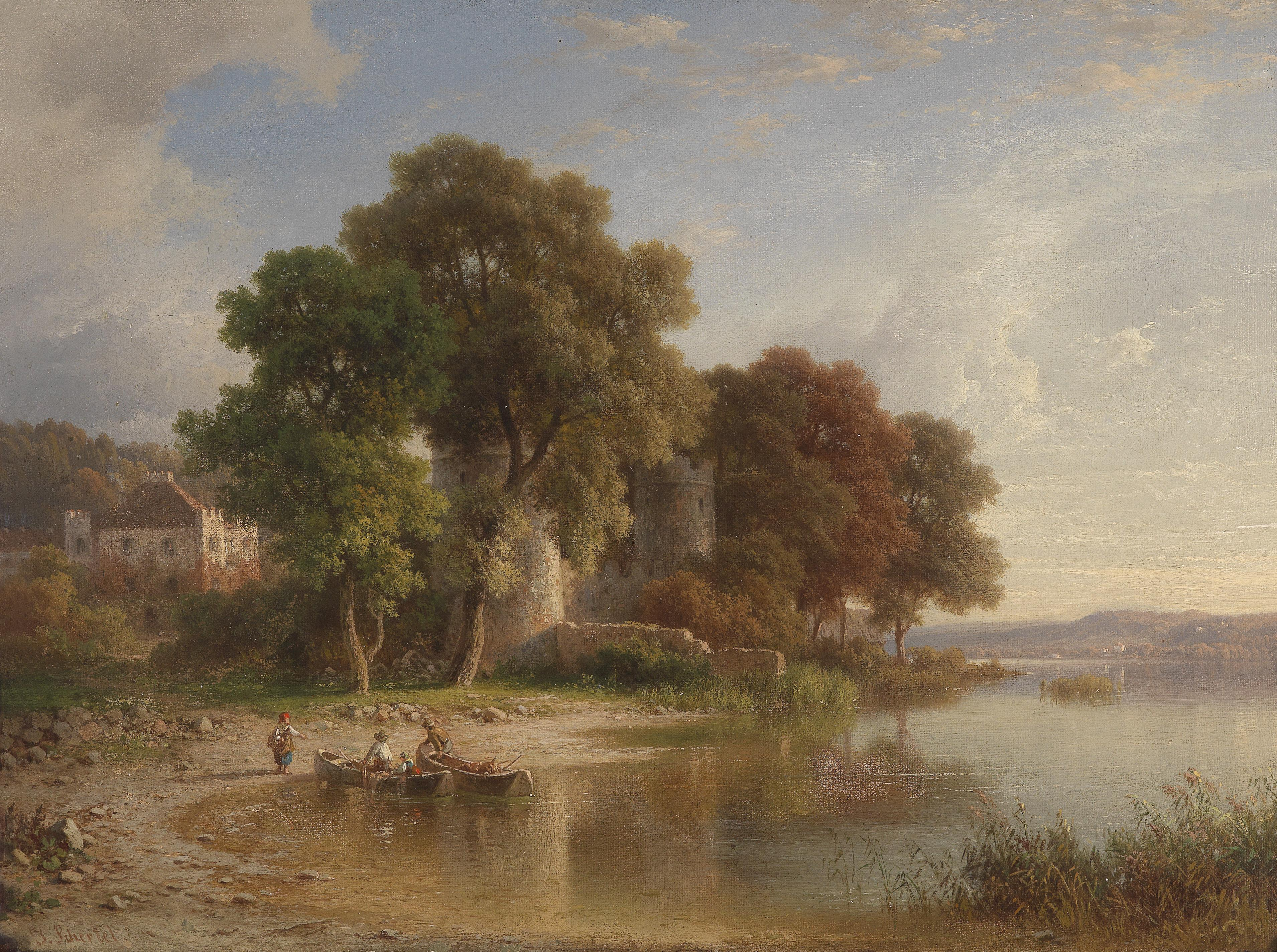
Schloss Possenhofen am Starnberger See, 1869

Josef Schertel (* 10. Januar 1810 in Augsburg; † 8. März 1869 in München) war ein deutscher Landschaftsmaler.

## Leben
Schertel wurde als Sohn eines königlich bayrischen Oberzollinspektors geboren. Er besuchte die Gymnasien in Augsburg und Würzburg. Danach wurde er zum Lithographen ausgebildet.
Am 24. Juni 1830 schrieb er sich an der Königlichen Akademie der Künste in München in der Historienklasse ein. Nach dem Studium blieb er in München als freischaffender Künstler und widmete sich der Landschaftsmalerei. Bei einem Ausflug an den Chiemsee lernte er den Maler Daniel Fohr kennen, welcher ihn an den Maler Christian Ernst Bernhard Morgenstern empfahl. Morgenstern wurde bald Schertels Freund und Lehrer.
Als Landschaftsmaler war Schertel vor allem in Bayern tätig, er unternahm nur selten weitere Studienreisen.
Im Alter von 46 Jahren heiratete er 1856 Emma (geborene Zetler). Schon im nächsten Jahr verschlechterte sich sein Gesundheitszustand, trotzdem blieb er in schmerzfreien Tagen tätig, bis zum Tod. 
Die Tochter Charlotte († 19. April 1880) heiratete 1870 den Sohn seines Freundes Morgenstern – Carl Ernst Morgenstern – und wurde die Mutter des Schriftstellers und Dichters Christian Morgenstern. Dieser ließ sich musikalisch ausbilden und wurde Sänger in Berlin.
Josef Schertel starb 1869 im Alter von 59 Jahren in München.

## Grabstätte

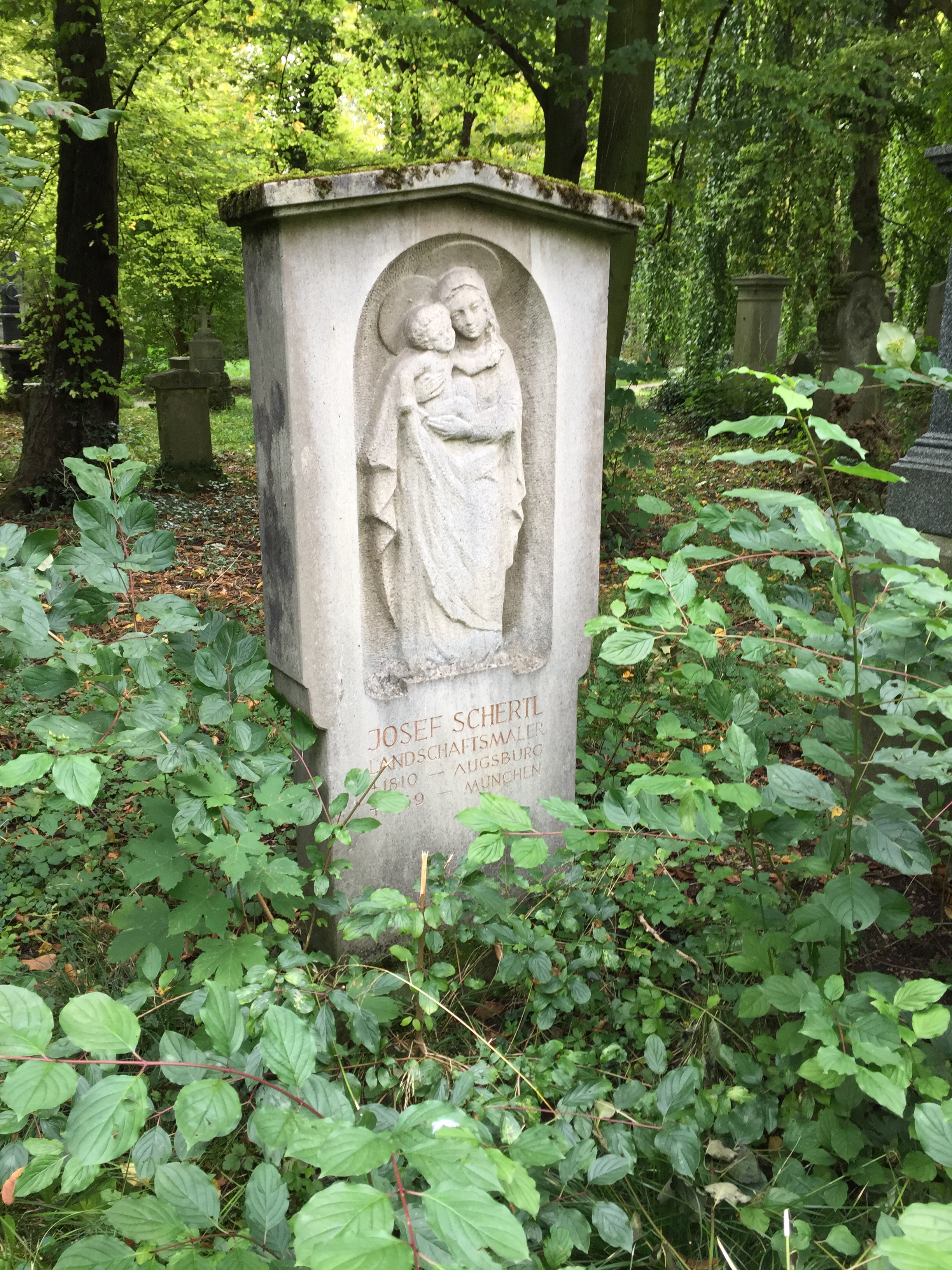
Grab von Josef Schertel auf dem Alten Südlichen Friedhof in München

Die Grabstätte von Josef Schertel befindet sich auf dem Alten Südlichen Friedhof in München (Gräberfeld 9 – Reihe 10 – Platz 13) Standort.